# Ażurojście (obwód grodzieński)
Ażurojście (biał. Ажуройсці, Ażurojsci; ros. Ажуройсти, Ażurojsti) – wieś na Białorusi, w obwodzie grodzieńskim, w rejonie ostrowieckim, w sielsowiecie Gierwiaty.

## Historia
W czasach zaborów wieś i dobra w gminie Soły, w powiecie oszmiańskim, w guberni wileńskiej Imperium Rosyjskiego. W 1866 roku wieś liczyła 31 dusz rewizyjnych. Wieś i dobra należały do Kołpakowskich . W 1905 roku wymieniono wieś i zaścianek. Wieś liczyła 62 mieszkańców, 89 dzisięcin; zaścianek liczył 16 mieszkańców, 22 dziesięciny.
Po I wojnie światowej pod administracją polską, w Zarządzie Cywilnym Ziem Wschodnich. W latach 1920–1922 w składzie Litwy Środkowej.
Od 11 kwietnia 1922 leżały w Polsce, w województwie wileńskim, w powiecie oszmiańskim, w gminie Soły. W 1938 była to wieś i zaścianek.
W 1931:
- wieś w 16 domach zamieszkiwało 81 osób[5].
- zaścianek w 4 domach zamieszkiwało 26 osób[5].

Wierni należeli do parafii rzymskokatolickiej w Daukszuszkach. Miejscowość podlegała pod Sąd Grodzki w Oszmianie i Okręgowy w Wilnie; właściwy urząd pocztowy mieścił się w Daukszyszkach.
Po II wojnie światowej w granicach Związku Sowieckiego. Od 1991 w niepodległej Białorusi.